# 전 대구 동화사 비로암 삼층석탑 납석사리호
전 대구 동화사 비로암 삼층석탑 납석사리호(傳 大邱 桐華寺 毘盧庵 三層石塔 蠟石舍利壺)는 서울특별시 중구, 동국대학교박물관에 있는 통일신라의 사리장치이다. 1982년 12월 7일 대한민국의 보물 제741호로 지정되었다.

## 개요
전 대구 동화사 비로암 삼층석탑 납석사리호(傳 大邱 桐華寺 毘盧庵 三層石塔 蠟石舍利壺)는 동화사 비로암 삼층석탑(보물 제247호) 내에서 발견된 통일신라시대의 사리 항아리이다.
사리를 탑에 보관하기 위해 사용된 이 항아리는 높이 8.3cm, 아가리 지름 8.0cm, 밑지름 8.5cm이다. 현재는 크고 작은 4개의 조각으로 깨졌고, 뚜껑도 없어졌으며 몸통도 완전하지 않은 상태이다. 이와 같은 손상은 도굴 당시에 입은 피해로 보인다.
아가리가 넓고 어깨가 부풀어 있으며, 아랫부분이 좁은 항아리 모양으로 작고 아담하다. 이러한 형식은 법광사 삼층석탑, 취서사 삼층석탑에서 출토된 사리 항아리와 같은 것으로 9세기 중엽 신라에서 유행하던 양식이다. 항아리 표면 전체에 흑칠을 한 점이 특이하다. 어깨부분에는 꽃 구름무늬와 촘촘한 빗금 꽃무늬를 두 칸에 나누어 새겨 둘렀다.
몸통에는 가로, 세로로 칸을 내어 7자 38행의 글자를 음각하였다. 글 중에는 이 항아리가 신라 민애왕(재위 838∼839)을 위하여 건립된 석탑과 연관이 있으며,민애왕의 행적들이 꼼꼼하게 적혀있다. 또한 탑을 만든 시기가 경문왕 3년(863)임을 알 수 있게 하는 내용이 있다. 

## 같이 보기
- 대구 동화사 비로암 삼층석탑 (보물 제247호)

## 참고 자료
- 전 대구 동화사 비로암 삼층석탑 납석사리호 - 국가유산청 국가유산포털